# Eucera mauritaniae
Eucera mauritaniae là một loài Hymenoptera trong họ Apidae. Loài này được Tkalcu mô tả khoa học năm 1984.